# Aroplectrus haplomerus
Aroplectrus haplomerus är en stekelart som beskrevs av Lin 1963. Aroplectrus haplomerus ingår i släktet Aroplectrus och familjen finglanssteklar.
Artens utbredningsområde är Taiwan. Inga underarter finns listade.